# Tiplouf et ses évolutions
Tiplouf et ses évolutions Prinplouf et Pingoléon sont trois espèces de Pokémon de quatrième génération.

### Conception graphique

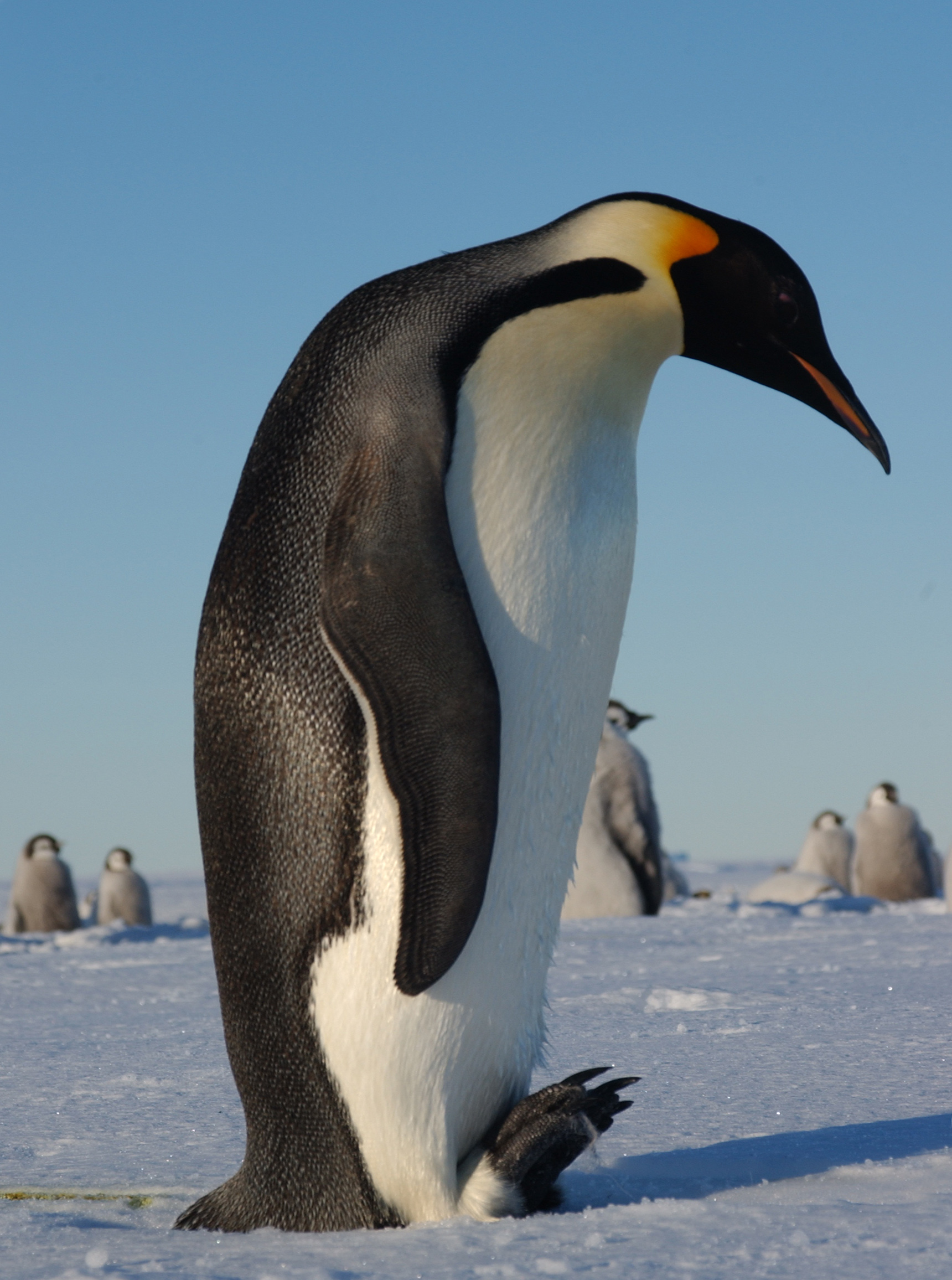
Le manchot empereur a pu inspirer les graphistes.

## Création

### Étymologie
- Tiplouf = peTIt+PLOUF
- Prinplouf = PRINce+PLOUF
- Pingoléon = PINGOuin+napoLÉON

## Description

### Tiplouf
Tiplouf (en anglais : Piplup ; en japonais : Pochama) est un Pokémon de type eau. C'est l'un des trois starters de Sinnoh. Tiplouf est un petit manchot de couleur bleue. Dans le dessin animé, il est le premier Pokémon d'Aurore. Il évolue en Prinplouf au niveau 16 et ce dernier évolue en Pingoléon au niveau 36.

### Prinplouf
Prinplouf (en anglais : Prinplup, en japonais : Pottaishi) est un Pokémon de type eau. Prinplouf est un manchot de couleur bleue, avec une crète qui part de chaque côté de son bec. Il est l'évolution de Tiplouf au niveau 16, et évolue de nouveau au niveau 36 en Pingoleon.

### Pingoléon
Pingoléon est un Pokémon de type eau et acier, manchot empereur avec des ailes au pointes d'acier. Il est l'évolution de Prinplouf au niveau 36.

## Apparition

### Jeux vidéo
Tiplouf, Prinplouf et Pingoléon apparaissent dans série de jeux vidéo Pokémon. D'abord en japonais, puis traduits en plusieurs autres langues, ces jeux ont été vendus à plus de 200 millions d'exemplaires à travers le monde.
Tiplouf fait partie du premier lot de figurines de la technologie de communication en champ proche pour Pokémon Rumble U.

### Série télévisée et films
La série télévisée Pokémon ainsi que les films sont des aventures séparées de la plupart des autres versions de Pokémon et mettent en scène Aurore et Sacha en tant que personnages principaux. Ils voyagent à travers le monde Pokémon en combattant d'autres dresseurs Pokémon. 
Tiplouf est le Pokémon de Aurore est et l’un des Pokémon les plus populaires de la série.